# Apiašal
Apiašal war ein König in der frühen Vorzeit des assyrischen Reiches. Sein Name ist nur über die Assyrische Königsliste überliefert, nach der er als 17. König auf seinen Vater Ušpia folgte. Ebenso wie bei seinem Vater, dem der Bau des ersten Aššur-Tempels zugeschrieben wird, hält es die Forschung für wahrscheinlich, dass Apiašal eine tatsächliche historische Person gewesen ist. Vor allem im Vergleich mit den ersten etwa zwölf Königen der Liste, die als Legende angesehen werden.
Anlass zu zahlreichen Spekulationen bietet der Umstand, dass der Name Apiašal in der Königsliste zweimal aufgeführt ist. Zunächst erscheint er als letzter König im ersten Abschnitt der 17 Könige, die in Zelten lebten. Womit auch er zu den ersten, noch nomadischen Anführern gerechnet wird. Anschließend wird sein Name im zweiten Abschnitt der 10 Könige, die Vorfahren sind nochmal wiederholt. Dadurch, dass im zweiten Abschnitt Ušpia als sein Vater angegeben wird, bestehen kaum Zweifel, dass es sich tatsächlich um eine Wiederholung und nicht um eine Namensgleichheit zweier unterschiedlicher Könige handelt. Auch im zweiten Abschnitt steht sein Name an letzter Stelle, was damit zusammenhängt, dass dort abweichend vom ersten Abschnitt und der übrigen Liste die Reihenfolge umgekehrt chronologisch ist, also vom jüngesten zum ältesten König. Eine Erklärung für die Wiederholung ist die von Arno Pöbel vertretene Vermutung, dass Apiašal seine Herrschaft zunächst als Zelt-König begonnen hat, in deren Verlauf aber als erster in Aššur sesshaft geworden ist. Womöglich ergab sich das nach dem Bau des Tempels als Notwendigkeit, aus einer gegenüber der Stammesführerschaft zunehmend wichtiger werdenden Rolle als Stellvertreter (iššaku) und Priester von Aššur. Nach Selbstverständnis der frühen assyrischen Herrscher war die Gottheit der eigentliche König und der irdische Regent nur sein Verwalter (iššiakkum).
Glassner hält die beiden Namen Apiašal (Api-ašal) und Azaraḫ (Adar-aḫ), laut Königsliste der Vor-Vorgänger und möglicherweise Großvater von Apiašal, für amoritisch.